# Saga légendaire de Saint Olaf
Pour les articles homonymes, voir Saga de Saint Olaf.

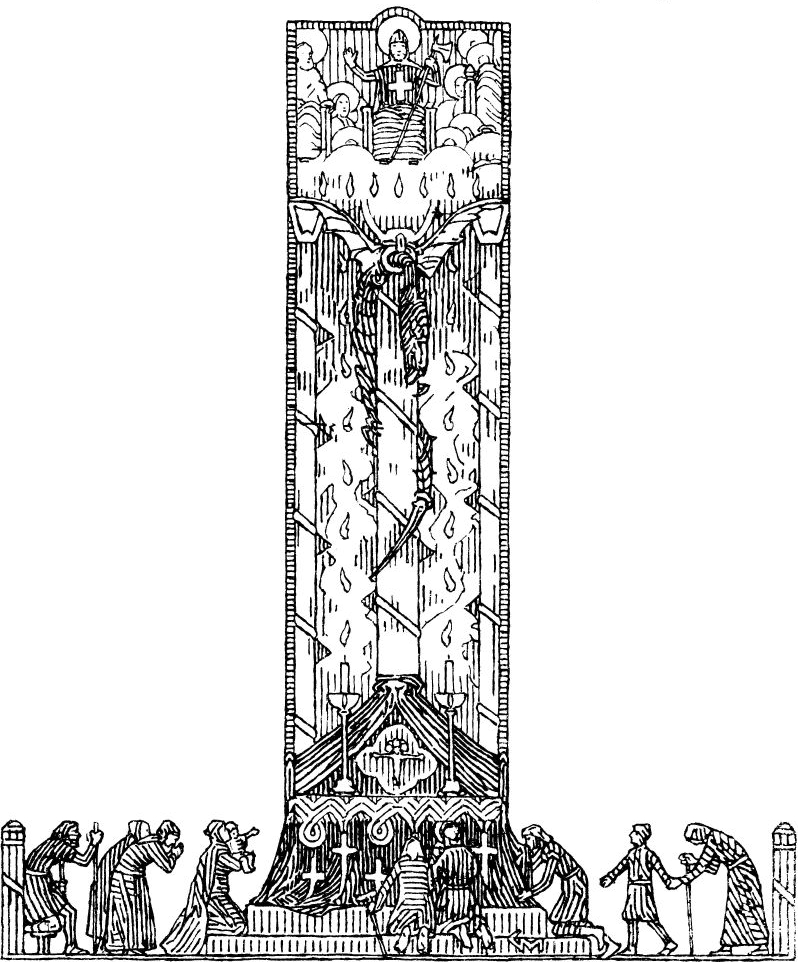
Gerhard Munthe : Illustration pour la saga Olav den helliges, Heimskringla édition de 1899.

La Saga légendaire de Saint Olaf (Helgisaga Óláfs konungs Haraldssonar en vieux norrois, littéralement « saga du roi Olaf Haraldsson le Saint ») est une œuvre littéraire médiévale. Elle fait partie des sagas royales. 
Elle fut composée au XIIe siècle par un auteur inconnu, probablement norvégien, et raconte la vie du roi Olaf II de Norvège. Elle est largement basée sur l'Ancienne saga de Saint Olaf, en grande partie perdue. Sa composition est assez primitive et maladroite et la saga consiste essentiellement en une série d'anecdotes tirées de vers scaldiques.